# Preplasmiviricota

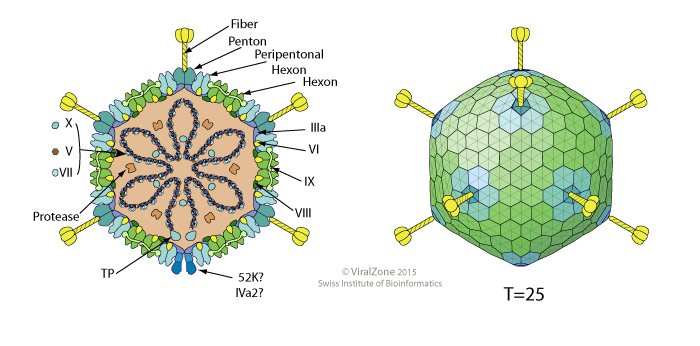
Schematischer Aufbau eines Virions der Adenoviridae

Preplasmiviricota ist die Bezeichnung eines Phylums von DNA-Viren in der Domäne Varidnaviria und des Reichs Bamfordvirae.
Zu ihnen gehören die Virophagen, Adenoviren sowie einige weitere Familien prokaryotischer Viren.
Letztere spielten nach phylogenetischen Analysen der DNA-Polymerase eine Rolle bei der Entwicklung der Superfamilie der Polinton genannten DNA-Transposons und von durch virale Infektionen herrührenden mitochondrialen und zytoplasmatischen Plasmiden.
Auf die Ähnlichkeit mit Polintons verweist auch die frühere Bezeichnung des Subphylums Polisuviricotina , Polinton-like viruses ‚Polinton-ähnliche Viren‘ und das Akronym PLV.
Das Genom dieser Viren ist eine Doppelstreng-DNA (dsDNA), mit Ausnahme der Klasse Ainoaviricetes (mit den Finnlakeviridae), die eine zirkuläre Einzelstrang-DNA besitzen (ssDNA).
Die vom International Committee on Taxonomy of Viruses (ICTV) offiziell bestätigten Virophagen gehören ursprünglich (Stand 30. April 2024) alle der Klasse Maveriviricetes an. Es gibt aber offenbar auch andere PLVs, die als Virophagen ein Helfervirus für die Co-Infektion von Riesenviren benötigen. Ein Beispiel ist Gezel-14T (alias Phaeocystis globosa virus-virophage), das zusammen mit dem Phaeocystis-globosa-Virus PgV-14 (PgV-14T, Spezies Tethysvirus hollandense, Mesomimiviridae) die Alge Phaeocystis globosa infiziert.
Die Co-Infektion mit Gezel-14T verringert die Fitness des viralen Wirts PgV-14T, aber nicht so stark, dass die zelluläre Wirtspopulation von P. globosa völlig verschont bliebe.. Das ICTV hat Anfang März 2025 dem Rechnung getragen, indem es das neue Subphylum Polisuviricotina, das jetzt alle Virophagen und Polinton-artige Viren umfassen sollte.

## Integration ins Genom des zellulären Wirts
Spezl (Spezies Mavirus cafeteriae, Lavidavirales) ist ein Virophage, der sich in das Genom seines zellulären Wirts von der Gattung Cafeteria (C. roenbergensis bzw. C. burkhardae) integrieren kann. Dieses Mavirus benötigt als Helfervirus das Cafeteria-roenbergensis-Virus (CroV, Spezies Rheavirus sinusmexicani, Mimiviridae). Da das Mavirus die Entwicklung und Vermehrung seines Helfervirus beeinträchtigt, ist es ein Virophage. Es kann sich Polinton-artig in das Genom der Zellen von Cafeteria integrieren, und so dessen Populationen zur Immunität gegen CroV verhelfen.
Wie Christopher Bellas und Ruben Sommaruga im Januar 2021 berichteten, sind in der Wassersäule des Gossenköllesees in Nordtirol Polinton-artigen Gensequenzen reichlich vertreten. Das Virom (die Gesamtheit der Virus-Gensequenzen) des Sees hat Bezüge zu Polintons, PLVs und Virophagen. Dabei integrieren sich 16 der gefundenen Genome in die Genome ihrer eukaryotischen Wirte als sog. endogene virale Elemente (endogenous viral elements, EVEs). Zu diesen Wirten gehören Eipilze und Chrysophyceae, offenbar auch der Bodenpilz Spizellomyces punctatus. Offenbar sind auch Gezel-14T-ähnliche PLVs in Phaeocystis-Genome integriert.
Das könnte bedeuten, dass die Möglichkeit zur Integration ins Wirtsgenom unter den Preplasmiviricota buw. PLVs weit verbreitet ist.

## Evolution
Vermutlich haben sich aus den kleineren Viren dieses Phylums die Riesenviren im Phylum Nucleocytoviricota entwickelt (in diesem Fall wäre das Phylum Preplasmiviricota paraphyletisch).
Nach dieser Annahme haben die Riesenviren ihr Virion- und Genom-Größe immer weiter vergrößert:
- durch Genduplikation und -deletion,
- durch den Einbau mobiler genetischer Elemente (MGEs) und
- durch den massiven Erwerb von Genen aus dem Wirt – Horizontaler Gentransfer (HGT) vom Wirt zum Virus (englisch host to virus, HtoV oder H2V) und auch von seinen endosymbiotischen Bakterien.

Zu den von Riesenviren erworbenen Genen gehören u. a. Gene für die Translation und solche, die gewöhnlich als sehr resistent und widerstandsfähig gegen Horizontalen Gentransfer gelten.
Auch wenn es sich bei den Preplasmiviricota tatsächlich um ein paraphyletisches Taxon handeln sollte, wird es für die Taxonomie der Viren verwendet, da die zugehörigen Taxa miteinander verwandt sind und charakteristische Merkmale aufweisen, die sie von Riesenviren unterscheiden.

## Systematik

Finnlakevirus, Finnlakeviridae

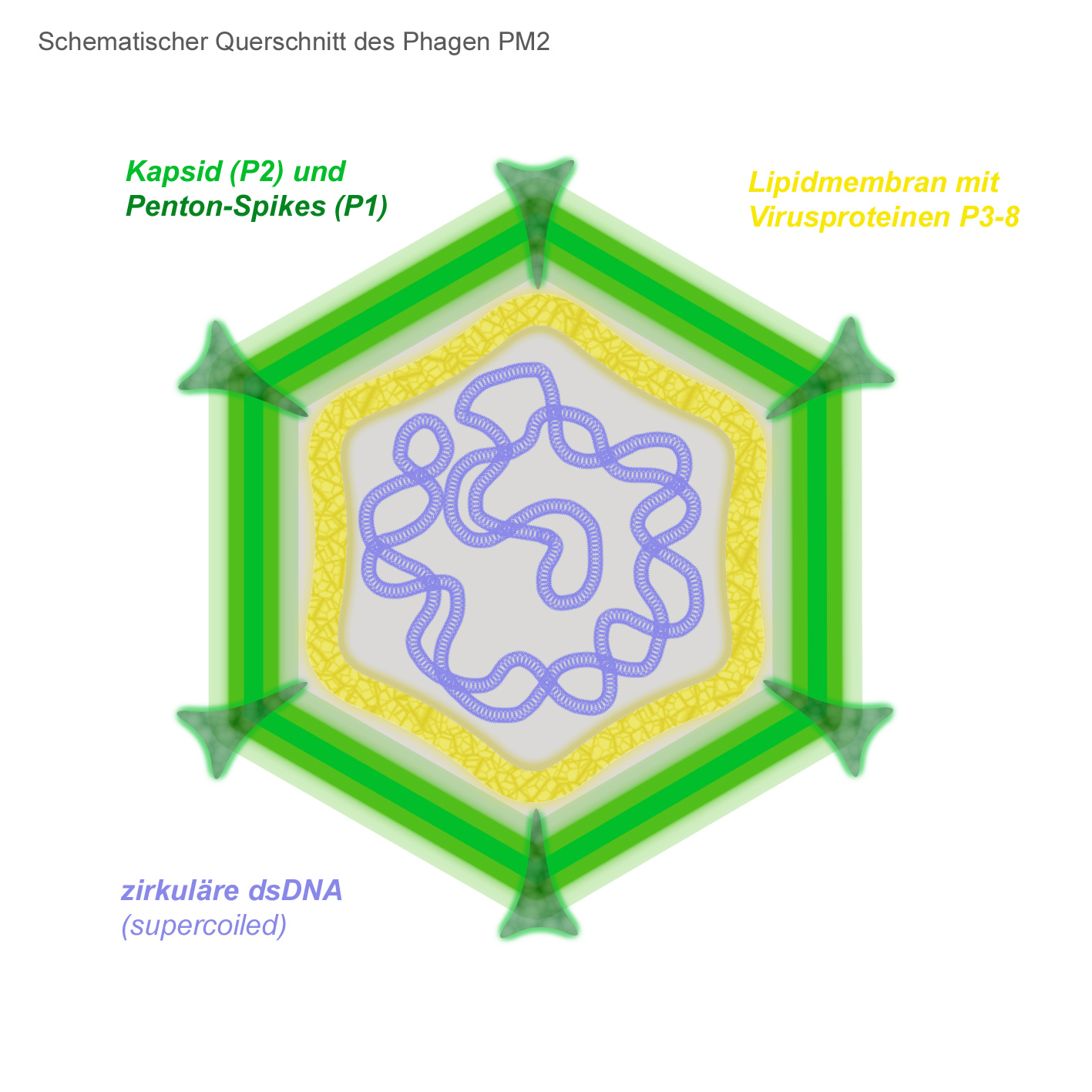
Phage PM2, Corticoviridae

Die Preplasmiviricota bilden innerhalb des Reichs der Bamfordvirae die Schwestergruppe des Phylums Nucleocytoviricota (Nucleocytoplasmic large DNA viruses, NCLDVs), das die Eukaryoten infizierenden Riesenviren enthält.
Ihre innere Systematik ist gemäß International Committee on Taxonomy of Viruses (ICTV) – ergänzt um Vorschläge (in Anführungszeichen) entsprechend der Taxonomie des National Center for Biotechnology Information (NCBI) – mit Stand 3. März 2025 wie folgt:
Phylum Preplasmiviricota

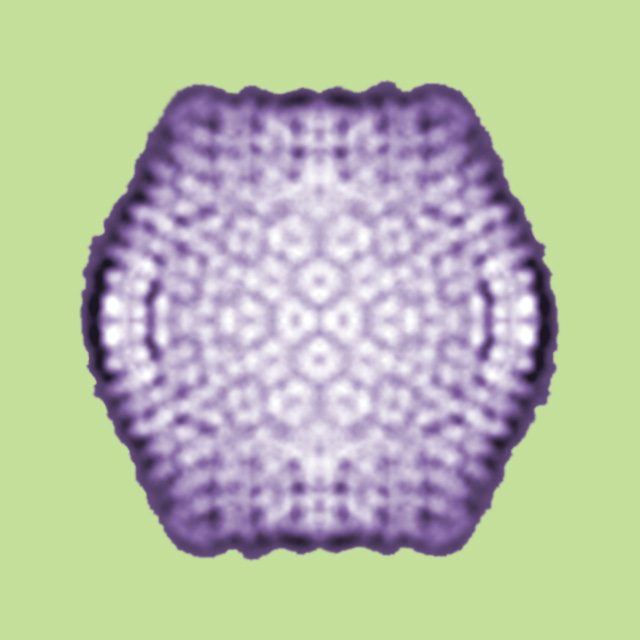
Sputnik, Lavidaviridae

- Subphylum Polisuviricotina (provisorisch Polinton-artige Viren, engl. polinton-like viruses, PLVs)
  - Klasse Aquintoviricetes
    - Ordnung Archintovirales mit Familie Phypoliviridae (Tetraselmis striata virus alias Tetraselmis viridis virus S1, TvV-S1)[A. 2][11][18][19]

  - Klasse Pharingeaviricetes

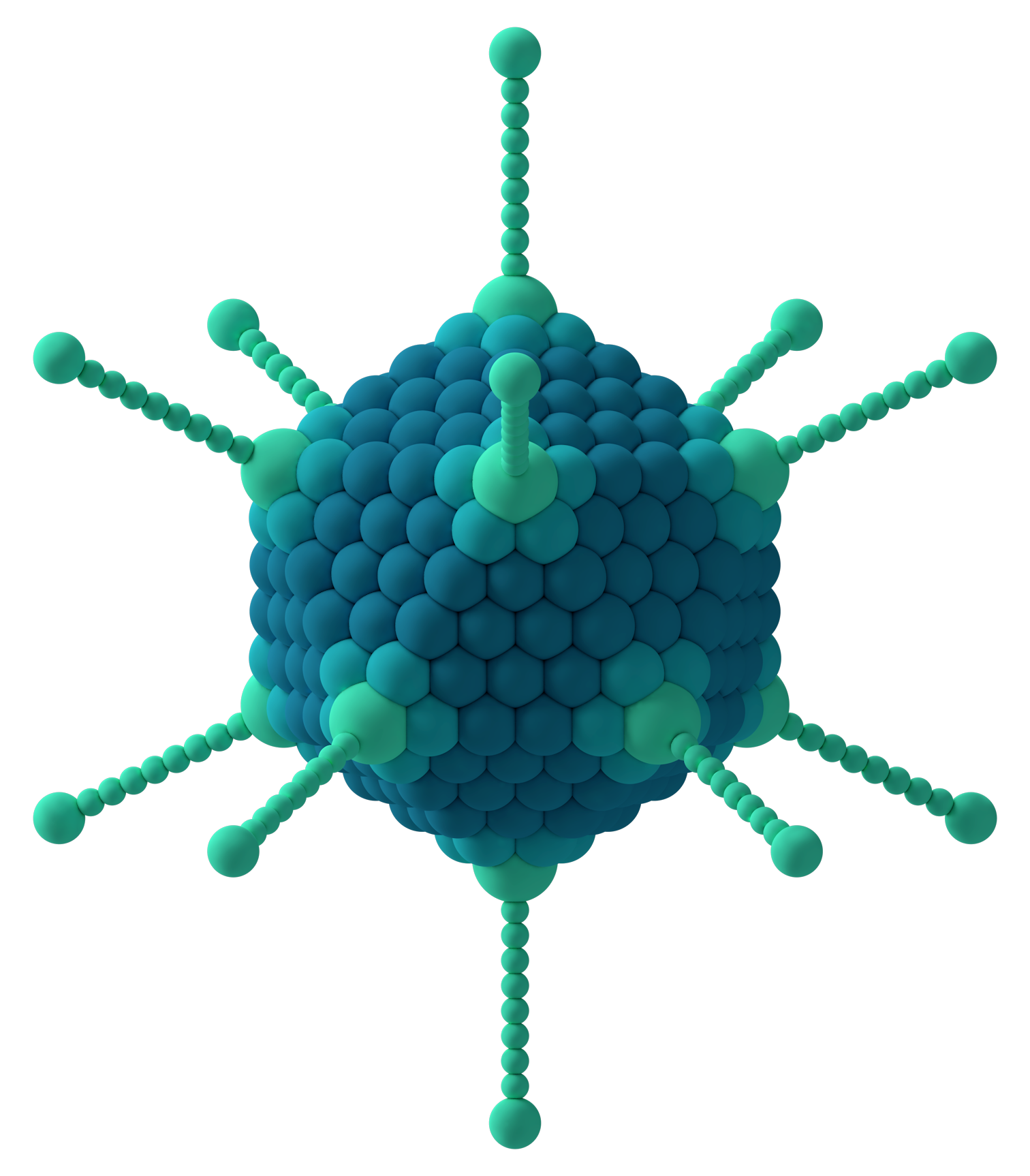
Virion der Adenoviridae

    - Virion der AdenoviridaeOrdnung Rowavirales mit Familie Adenoviridae

  - Klasse Polintoviricetes
    - Ordnung Amphintovirales (früher Orthopolintovirales) mit Familie Eupolintoviridae (früher Adintoviridae)

  - Klasse Virophaviricetes (früher Maveriviricetes)
    - Ordnung Divpevirales mit Familie Ruviroviridae
    - Ordnung Lavidavirales mit Familie Maviroviridae
    - Ordnung Mividavirales mit Familie Sputniviroviridae
    - Ordnung Priklausovirales mit Familien Burtonviroviridae, Dishuiviroviridae, Gulliviroviridae, Omnilimnoviroviridae
- Subphylum Prepoliviricotina
  - Klasse Tectiliviricetes

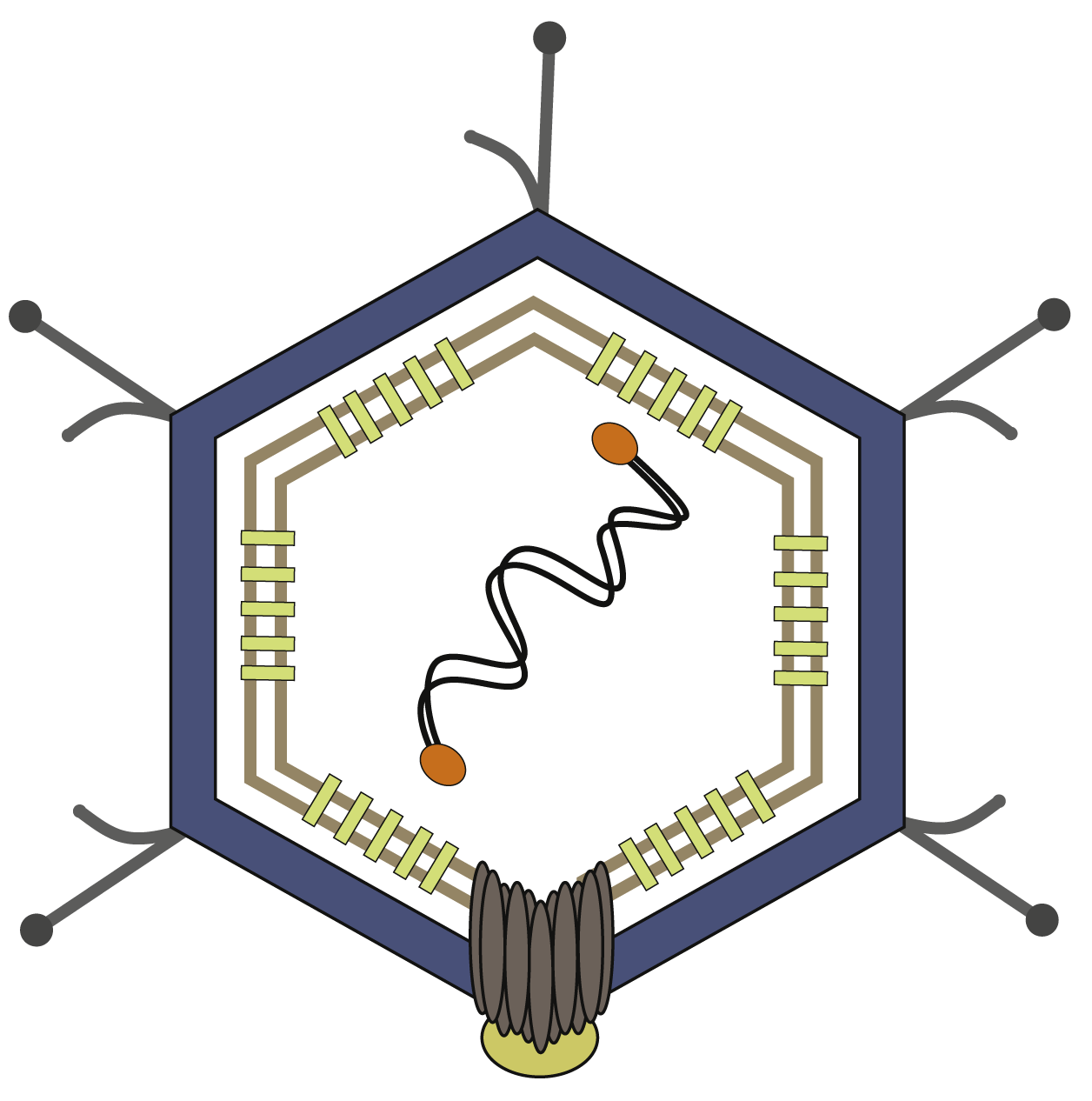
Phage PRD1, Tectiviridae

    - Phage PRD1, TectiviridaeOrdnung Kalamavirales mit Familie Tectiviridae

- Spezies ohne nähere Zuweisung (vermutlich Subphylum Polisuviricotina):
  - Spezies „Preplasmiviricota sp. Gezel-14T“ (PLV ‘Gezel-14T) alias „Phaeocystis globosa virus virophage“ (PgVV)[A. 3][20][7][6][21][22]
  - Spezies „Adoxophyes honmai entomopoxvirus 'L' virophage 1“[A. 4][23]
  - Spezies „Adoxophyes honmai entomopoxvirus 'L' virophage 2“[A. 4][23]
  - Spezies „Choristoneura biennis entomopoxvirus 'L' virophage“[A. 5][23]
  - Spezies „Platanovirus saccamoebae virophage“ (syn. „Comedo Virophage“ bzw. „Comedo virus“)[A. 6][24][25][21][26]

Die Familie Yaraviridae wurde mit Stand 3. März 2025 dem Schwesterphylum Nucleocytoviricota untergeordnet.
Ebenfalls mit Stand 3. März 2025 wurden ins Schwester-Reich Abadenavirae, Phylum Produgelaviricota verschoben:
- Klasse Ainoaviricetes
  - Ordnung Lautamovirales mit Familie Finnlakeviridae

- Klasse Belvinaviricetes (früher Tectiliviricetes)
  - Ordnung Atroposvirales mit Familie Skuldviridae – beinhaltet Asgardviren,

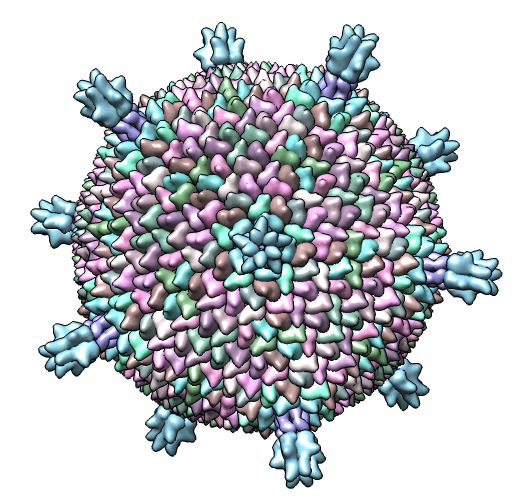
STIV1, Turriviridae

  - Ordnung Belfryvirales mit Familie Turriviridae
  - Ordnung Coyopavirales mit Familie Chaacviridae

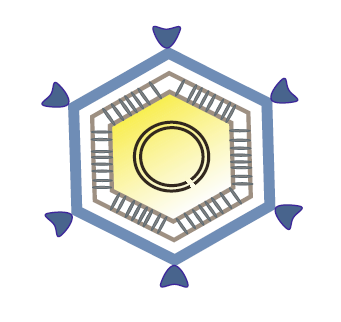
Autolykiviridae-Partikel (Schema)

  - Ordnung Vinavirales mit Familien Asemoviridae, Autolykiviridae, Corticoviridae, Mestraviridae, Parnassusviridae

## Etymologie
Preplasmiviricota ist ein Kofferwort (Portmanteau) aus „Precursor“ (Präkursor, Vorläufer) und „Plasmide“, versehen mit dem Suffix -viricota für Phyla von Viren.

## Gezel-14T
Wie Sheila Roitman et al. im Januar 2023 berichteten, wird Phaeocystis-globosa-Virus PgV-14 (PgV-14T, offiziell Tethysvirus hollandense) parasitiert von „Preplasmiviricota sp. Gezel-14T“ (PLV ‘Gezel-14T), einem nahen Verwandten oder Alias von „Phaeocystis globosa virus-virophage“ (PgVV). Gezel-14T ist jedoch wahrscheinlich kein Mitglied der Preplasmiviricota-Klasse Virophaviricetes [alias Maveriviricetes] (jedenfalls nicht der früheren Familie Lavidaviridae, aus der die Maveriviricetes hervorgingen) mit den anderen bekannten Virophagen. Die Koinfektion mit Gezel-14T verringert die Fitness des viralen Wirts, indem sie die Menge der erzeugten PgV-14T-Virionen zum Zeitpunkt der Freisetzung reduziert, jedoch nicht so stark, dass die Population der Wirtszelluläre Wirtspopulation völlig verschont bleibt. Die Ergebnisse zeigen, dass Gezel-14T-ähnliche PLVs (Polinton-artige Viren, alias Preplasmiviricota) sich ins Phaeocystis-Genome integrierten, was auch bei der Virophagen-Gattung Mavirus beobachtet wurde. Dies legt nahe, dass diese weit verbreiteten Viren zur Integration in zelluläre Wirtsgenome fähig sind.
Ein bereits vom ICTV bestätigtes Beispiel für einen Virophagen außerhalb der Klasse Virophaviricetes ist Tetrivirus crimaeaense (Tetraselmis viridis virus S1, TvV-S1; Klasse Virophaviricetes).
Weitere Gezel-artige PLVs sind nach Sheila Roitman et al. PLV-YSL1 bis PLV-YSL6, Phaglo-B1, Phaglo-B2, Phaglo-Y, Phaglo-R, Phaglo-P u. a. m.